# Bunny Luv
Bunny Luv (Sacramento, California; 12 de septiembre de 1980) es una actriz pornográfica y directora de películas eróticas norteamericana.
Luv ingresó a la industria pornográfica en 1999. En el año 2000, Luv se casó con el productor y director de películas Devan Sapphire.
Desde el 2004, Luv ha dirigido películas para Digital Playground, utilizando el alias de Celeste.

## Premios
- 2000 Premios AVN nominada a Mejor Nueva Estrella[4]
- 2002 Premios AVN nominada por "Mejor Escena de Mujeres– Video" en Fast Cars & Tiki Bars con Isabella Camille y Jezebelle Bond[5]